# Nigidius bubalus bubalus
Nigidius bubalus bubalus es una subespecie de coleóptero de la familia Lucanidae.

## Distribución geográfica
Habita en Etiopía.